# Marilú Rojas Salazar
Marilú Rojas Salazar es una investigadora y teóloga católica mexicana, destacada por su activismo feminista, su actividad investigadora en los estudios de género y su postura en favor de una reforma de la Iglesia católica en la que se reconozca a las mujeres "el derecho a la ciudadanía". Marilú Rojas es una religiosa misionera de Santa Teresa de Lisieux y Doctora en teología sistemática por la Universidad Católica de Lovaina, profesora de teología en la Universidad Iberoamericana en Puebla y en el Instituto Interreligioso de México. Pertenece a la Asociación de Teólogas Españolas (ATE) y a la Asociación Europea de Mujeres para la Investigación Teológica (ESWTR), y más recientemente de la Asociación de Teólogas Itinerantes de reciente creación en México. Sus investigaciones están relacionadas con la teología feminista desde la perspectiva de la teología ecofeminista latinoamericana.

## Postura
La postura teológica de Marilú Rojas es la de "una ecosofía como camino de diálogo intercultural, interreligioso e interepistemológico", en la que se integren la sabiduría de las poblaciones de origen indígena y afroamerindio, y que tenga como fin superar el eurocentrismo en la elaboración teológica.
Rojas distingue entre la institución católica y la doctrina espiritual del catolicismo y sostiene que:

Mientras el patriarcado de la Iglesia no cambie a una doctrina más pastoral y espiritual, corremos el riesgo de quedarnos como un recuerdo en la historia. El Vaticano tiene que replantearse temas como los derechos humanos y, por supuesto, la participación de la mujer en la Iglesia, es una deuda histórica que tiene con nosotras.